# Acacia albicans
Acacia albicans é uma espécie de leguminosa do gênero Acacia, pertencente à família Fabaceae.